# Bambuco (mascota)
Bambuco el guacamayo es el nombre de la mascota oficial de la Copa Mundial de Fútbol Sub-20 de 2011 que se realizó en Colombia. Bambuco fue presentada oficialmente el 1 de diciembre de 2010.
Su nombre proviene del género musical colombiano Bambuco y fue el nombre escogido por la organización del campeonato después de realizar un concurso a través de las red social de Facebook. Este concurso fue realizado por uno de los patrocinadores del mundial Coca Cola.

## Especie y uniforme

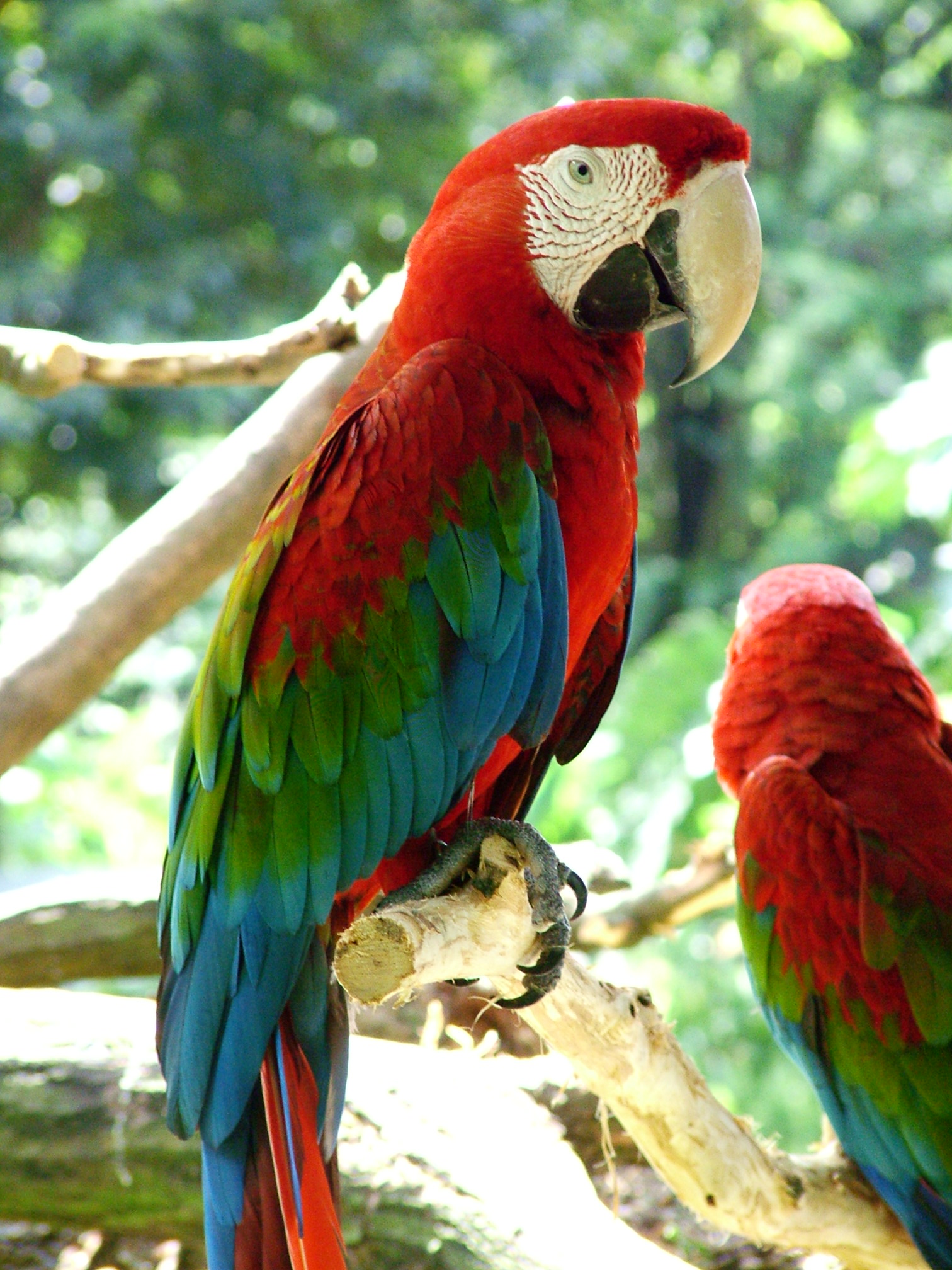
La Guacamaya, ícono que representa la biodiversidad de la fauna de Colombia, primer país a nivel mundial en especies de aves

Bambuco el guacamayo es una Guacamaya roja con los colores verde y azul en sus alas. Viste una camiseta amarilla con la leyenda Colombia 2011, una pantaloneta color azul, pero a diferencia del tradicional rojo en las medias de la Selección Colombia Bambuco usa unas medias blancas.
La organización escogió la guacamaya como símbolo de la biodiversidad de la fauna en Colombia, primer país a nivel mundial en especies de aves.

## Nombre y concurso
Para escoger el nombre se realizó un concurso a través de Facebook realizado por Coca Cola patrocinador de la copa del mundo. En este concurso participaron alrededor de 400.000 personas. Allí los participantes proponían y votaban por el nombre que más representara la cultura nacional. Al término de la primera fase estos fueron los nombres más votados:
| Nombre               | Votos   |
| -------------------- | ------- |
| Bambuco el Guacamayo | 452.018 |
| Colbin               | 322.146 |
| Poncho               | 251.449 |
| Gualco               | 141.097 |
| Guayo                | 79.663  |

Estos 5 nombres pasaron a un jurado compuesto por la FIFA y la Federación Colombiana de Fútbol, quienes finalmente eligieron el nombre de Bambuco el guacamayo como ganador.